# Бійцівська воля (фільм, 2016)
Бійцівська воля — художній фільм. Молодий і перспективний боєць Віктор перемагає в непростому поєдинку і отримує титул чемпіона Урало-Сибірського регіону з боїв без правил. В цей же вечір Віктор прогулюється по вулиці і раптово спостерігає в темному провулку спробу зґвалтування хуліганами молодої дівчини Ксенії. Віктор заступається за дівчину і отримує в бійці серйозне ножове поранення.

## Сюжет
Поединок із достойним суперником закінчився переконливою перемогою Віктора. Теперь стал чемпіоном у Урало-Сибірському регіоні.

### Від видавця
Наш герой — це надихаючий приклад мужності і волі до боротьби за життя, а також захисту тих, хто сам за себе постояти не може. Ми розповімо вам історію про людину, який не був зламаний і чиї цінності не були затоптані суворою дійсністю.
Наша історія про добро і про те, що в наш час так особливо важливо зберегти в собі надію і світлі прагнення, які є вагомим стимулом в пошуку і реалізації себе як особистості.

## Відгуки
Подробнее [Архівовано 13 липня 2017 у Wayback Machine.]

## В ролях
| - Андрій Алі | - Вячеслав Хархота |

## Знімальна група
- Режисер — Сергій Сильвертон
- Продюсер — Максим Артемьев